# Gramática da língua internacional auxiliar esperanto
Gramática da língua internacional auxiliar esperanto foi criada no Porto  em 1907 por José Augusto Proença, impressa na tipografia Almeida & Sá, sucessores